# زاوية سيدي علي مبارك
زاوية سيدي علي مبارك أو زاوية القليعة هي إحدى الزوايا في الجزائر الواقعة في بلدية القليعة بدائرة القليعة ضمن ولاية تيبازة وجبال ساحل الجزائر ومتيجة، والتابعة لمنهاج الطريقة القادرية.

## التأسيس
تأسست هذه الزاوية من طرف «سيدي علي مبارك الراشدي الغريسي» نزيل القليعة ووالذي توفي بها ودُفن سنة 1516م، وهو مؤسس القليعة.
ومن ذريته تفرع «عرش أولاد سيدي علي مبارك» المنحدر من منطقة غريس في ولاية معسكر.

## مكتبة الصور

بلدية القليعة
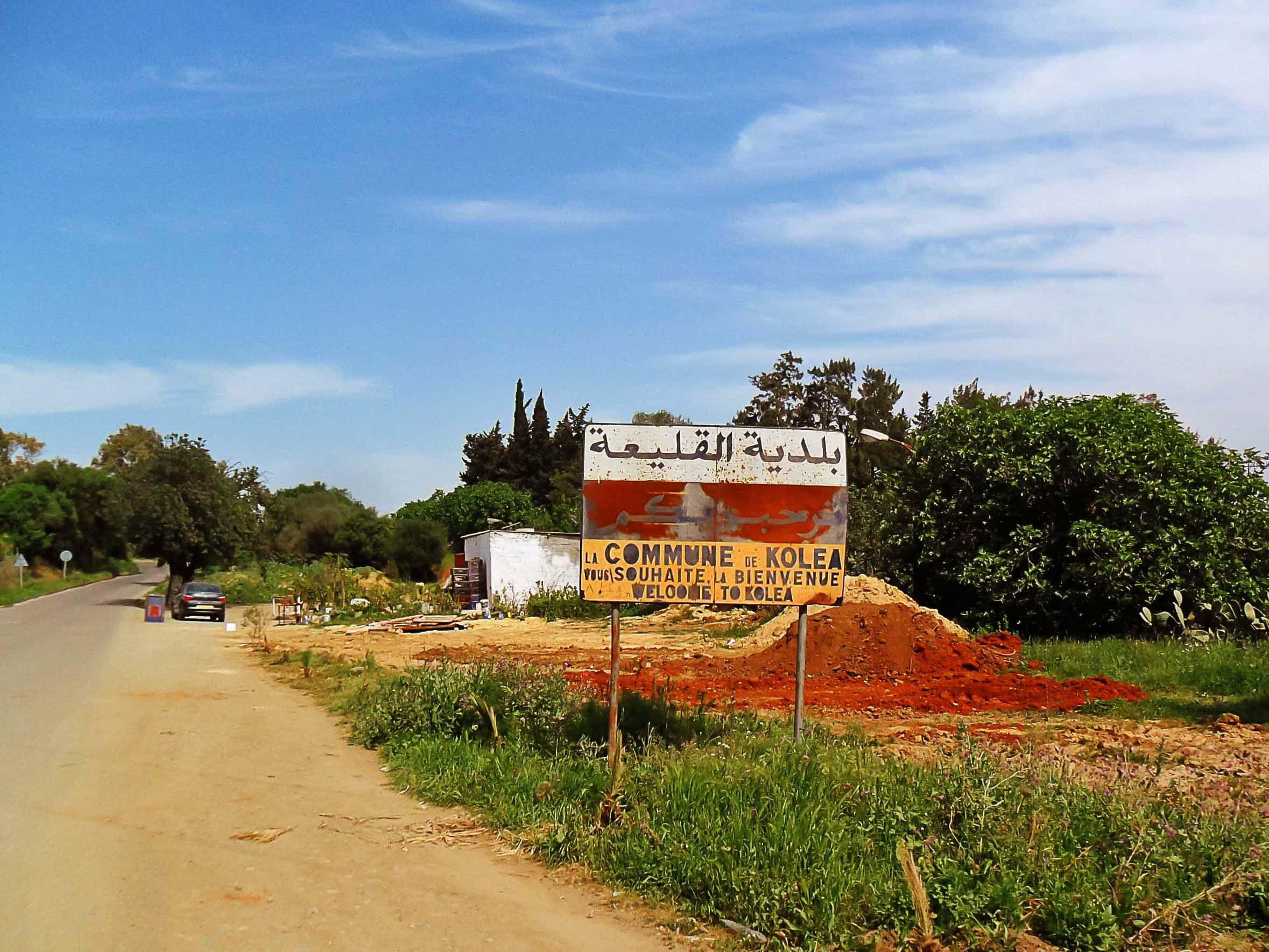
بلدية القليعة
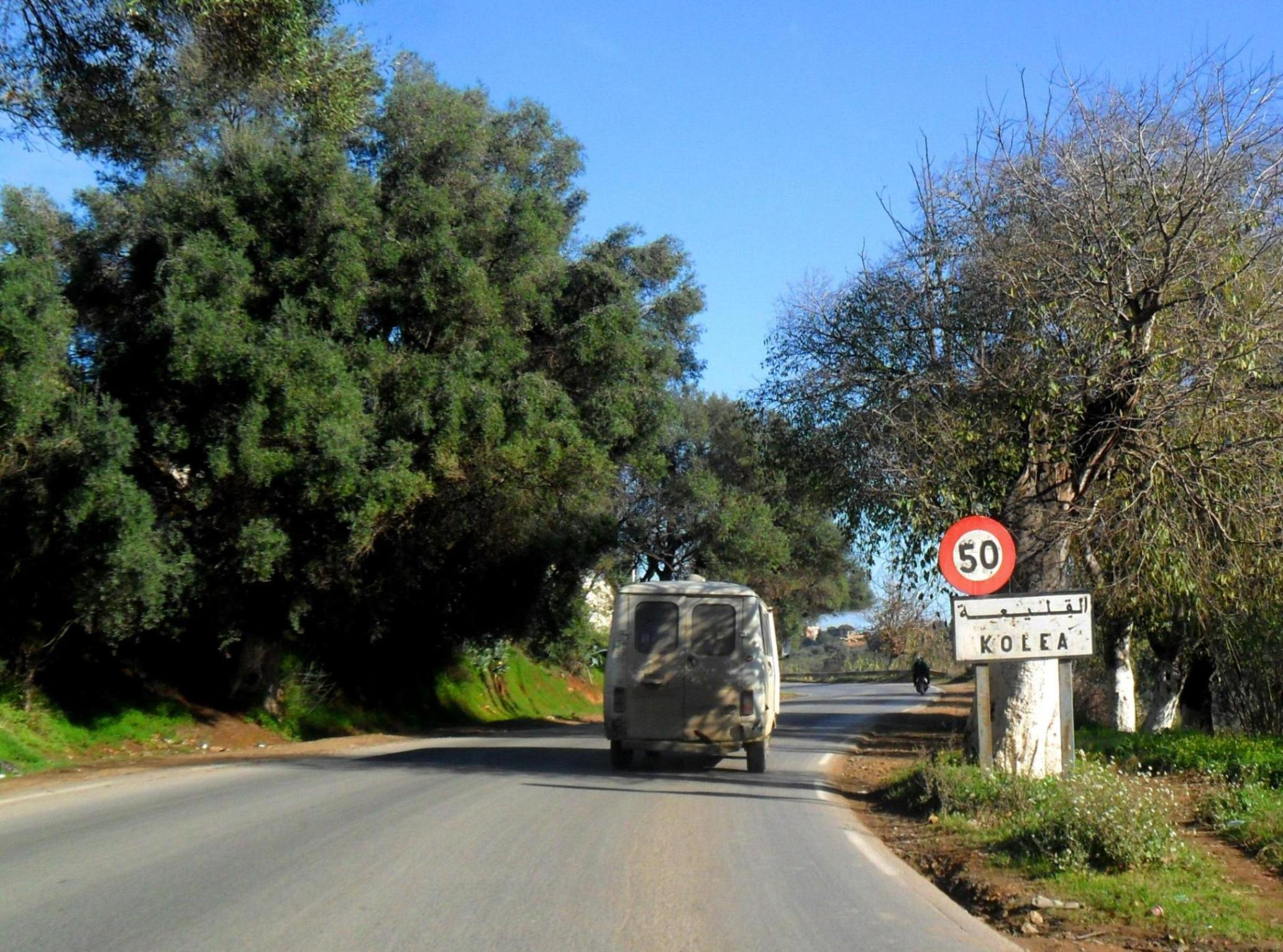
بلدية القليعة
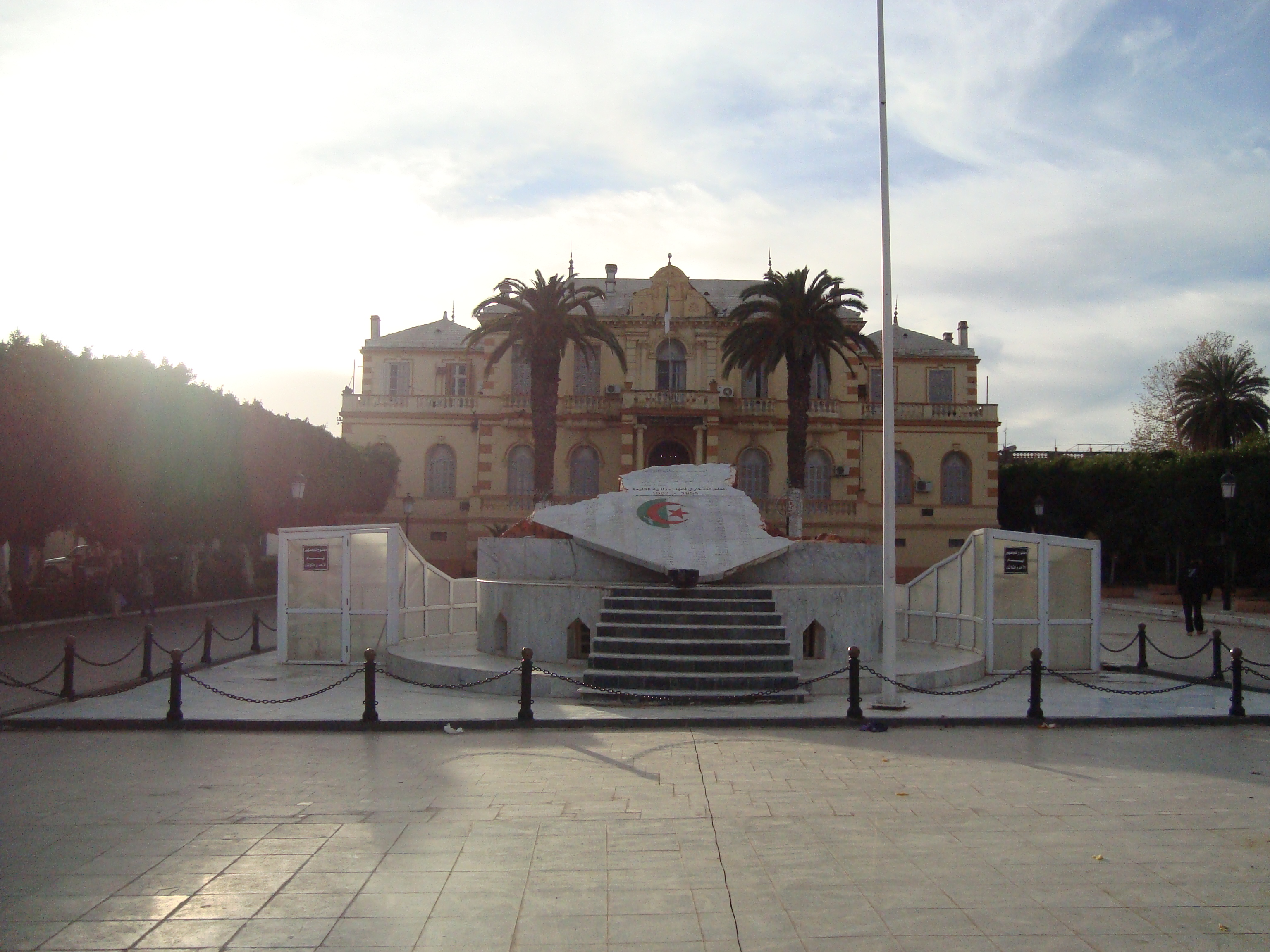
مدينة القليعة
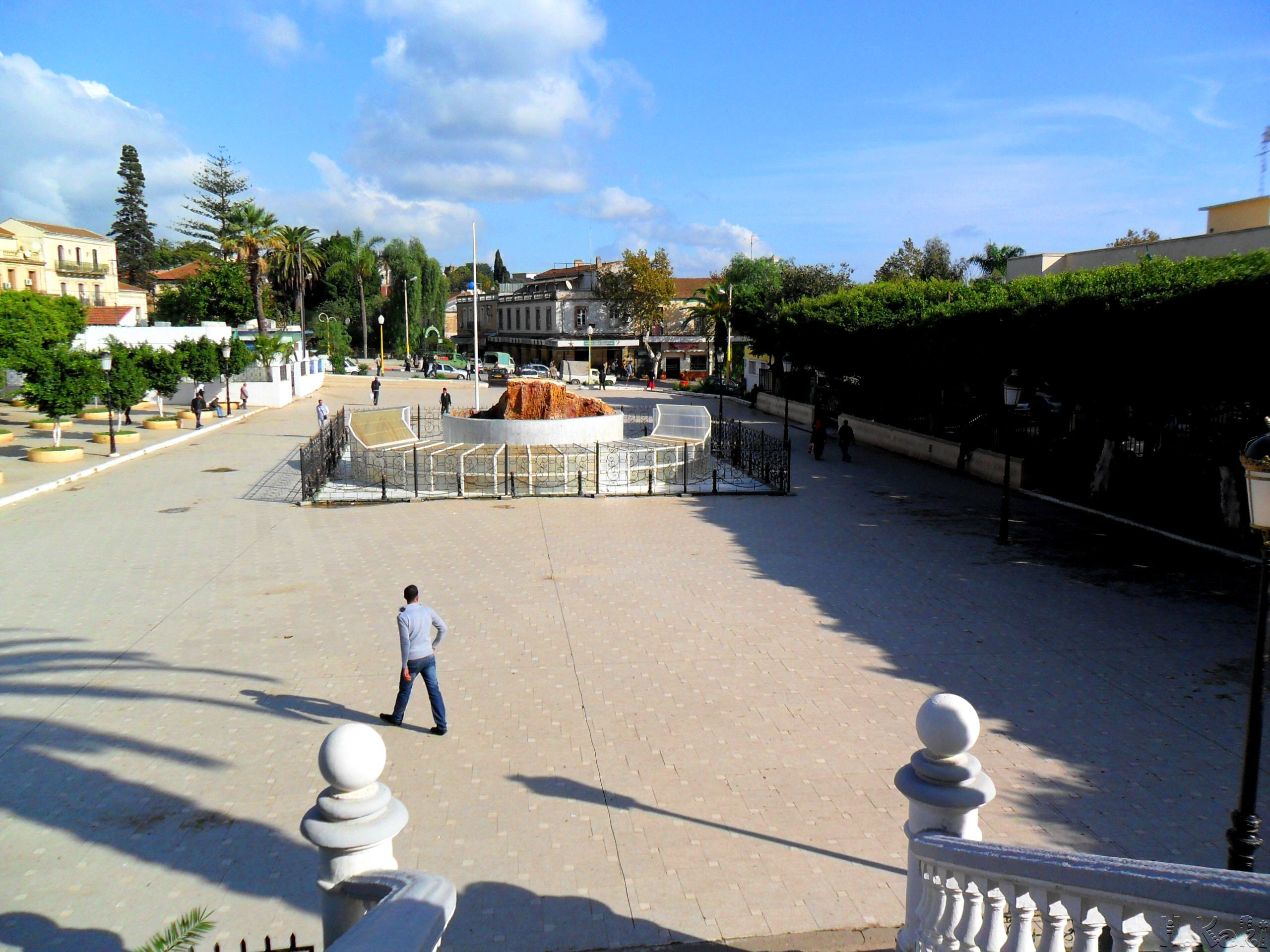
مدينة القليعة
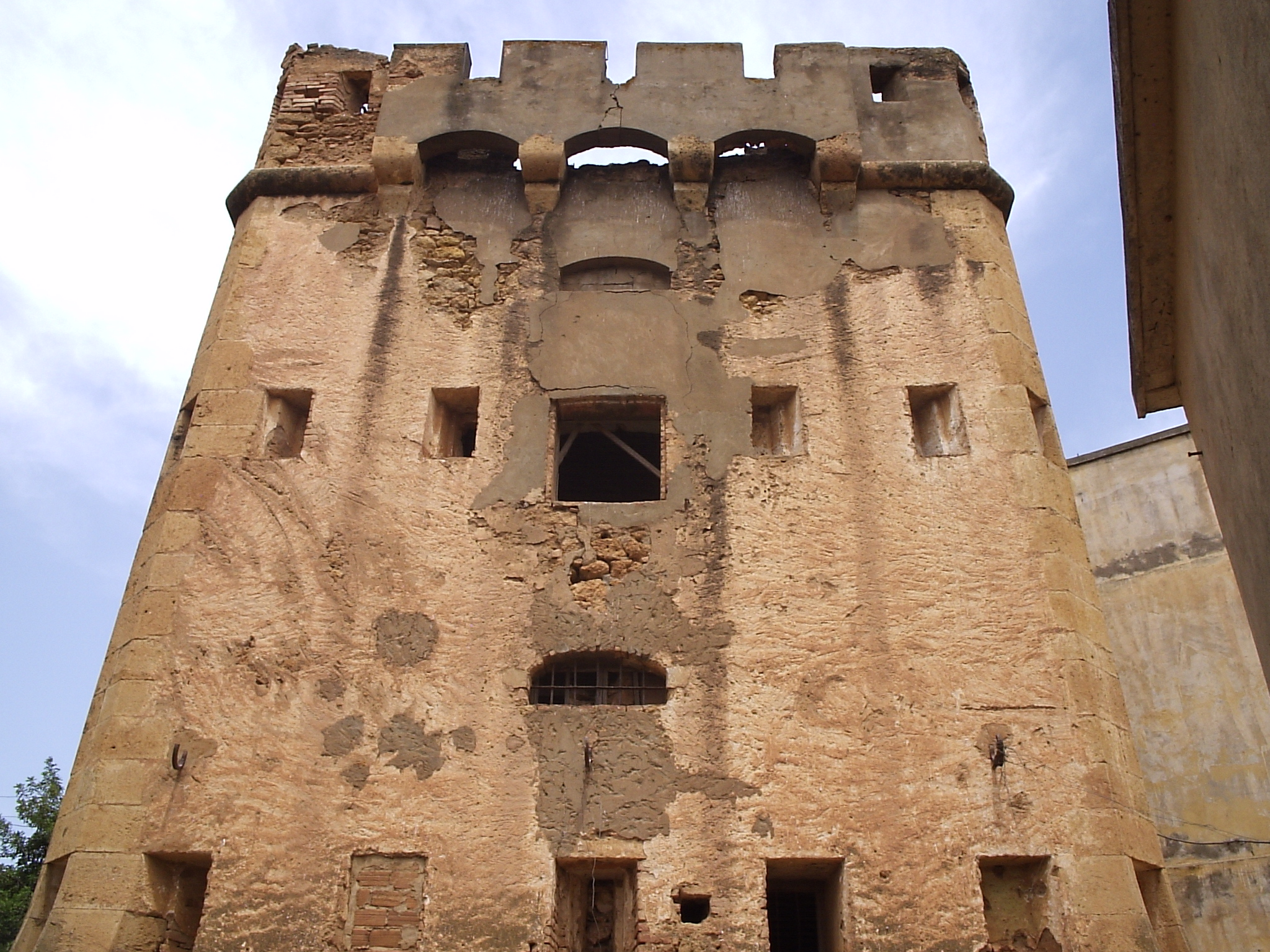
مدينة القليعة
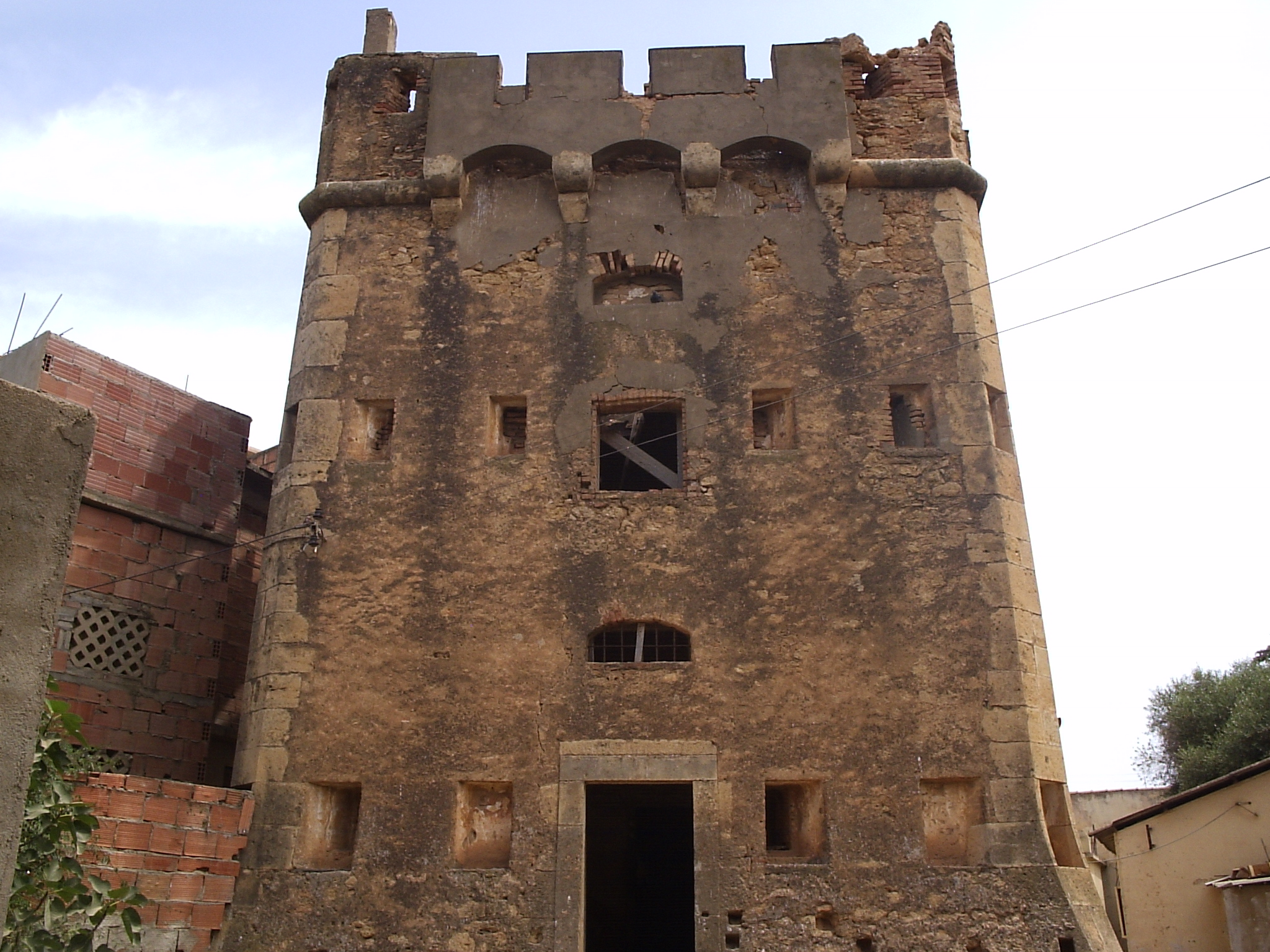
مدينة القليعة
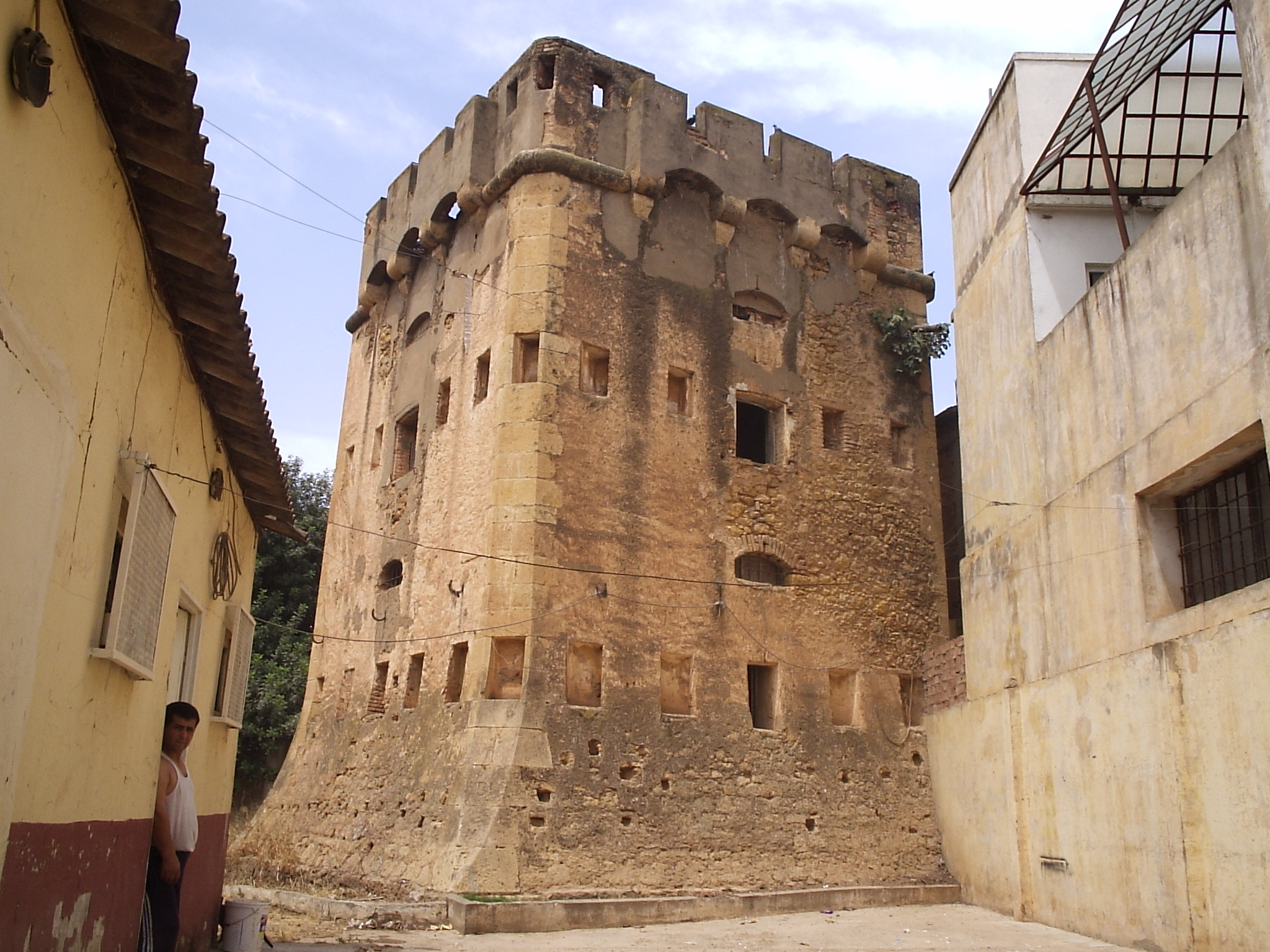
مدينة القليعة
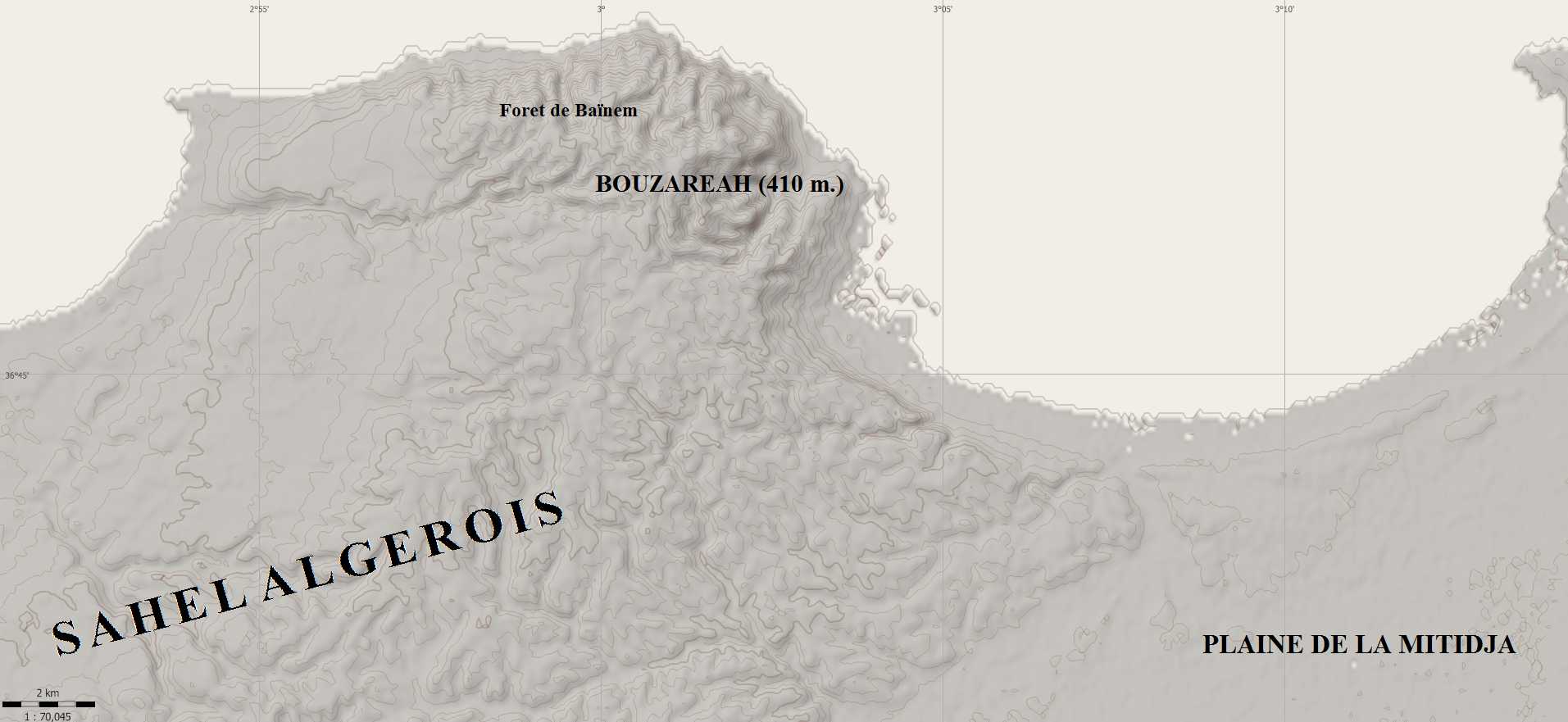
جبال ساحل الجزائر

## أعلام الزاوية
- سيدي علي مبارك[3]
- محي الدين بن علال[4]
- محمد بن علال[5]

### مواضيع ذات صلة
- المرجعية الدينية الجزائرية
- وزارة الشؤون الدينية الجزائرية
- المجمع الفقهي الجزائري
- الحزب الراتب: الحزاب - الباش حزاب - السلكة - الشيخ - المريد - الورد - الوارد
- الزوايا في الجزائر
- الطريقة الرحمانية
- الاتحاد الوطني للزوايا الجزائرية
- أكاديمية التربية الصوفية
- رابطة علماء وأئمة ودعاة الساحل
- الاتحاد العالمي للطرق الصوفية
- زاوية سيدي أمحمد بن عبد الرحمن الأزهري
- زاوية سي السعدي
- زاوية سيدي بوسحاقي
- زاوية أولاد بومرداس
- زاوية سيدي أعمر الشريف
- زاوية سيدي سالم
- زاوية الحمامي
- زاوية سيدي بوخروبة
- زاوية الهامل
- محمد بن عبد الرحمن الأزهري
- طريقة صوفية
- صوفية
- تاريخ التصوف
- جبال ساحل الجزائر
- متيجة
- ولاية تيبازة
- دائرة القليعة
- بلدية القليعة

### فايسبوك
- زاوية سيدي علي مبارك  على فيسبوك.

### فيديوهات
- تعريف بزاوية سيدي علي مبارك في القليعة على يوتيوب
- تعريف بزاوية الهامل على يوتيوب
- تعريف بسيدي أمحمد بن عبد الرحمن الأزهري الزواوي على يوتيوب

### وصلات خارجية
- الموقع الرسمي لوزارة الشؤون الدينية والأوقاف الجزائرية
- الموقع الرسمي لولاية تيبازة